# 武汉大学WTO学院
武汉大学WTO学院是武汉大学的一个学院，学院办公室位于主校区，创立于2001年，该院学生上课地点每年另作安排（类似于独立学院），有学位证书而没有武汉大学毕业证书。学生首先在国内攻读2至3年，再去国外合作院校继续攻读。目前已有4000多名毕业生。国内专业以管理学、法学、商学为主。国外视合作院校情况而定。